# Priozersk
Priozersk (en russe : Приозерск ; en finnois : Käkisalmi ; en suédois : Kexholm) est une ville de l'oblast de Léningrad, en Russie, et le centre administratif du raïon de Priozersk. Sa population s'élevait à 17 685 habitants en 2021.

## Géographie
Priozersk est située dans l'isthme de Carélie, au bord du lac Ladoga, à l'embouchure de la Vouoksa et à 124 km au nord de Saint-Pétersbourg.

## Histoire

### Époque suédoise
Priozersk est connue depuis le Moyen Âge sous le nom de Korela pour les Russes et Käkisalmi pour les Caréliens et les Finlandais.
Kexholm était une place de commerce importante située entre le lac Ladoga et le golfe de Finlande. Elle fut prise par les Suédois une première fois en 1295 lors de la campagne menée par Torgils Knutsson puis reprise par les Russes peu après.
Vers 1500, Korela a 183 maisons et une population de 1 500 à 2 000 habitants. Les Suédois prennent Korela à deux reprises : en 1578 d'abord, pendant dix-sept ans, en 1611 ensuite pendant une centaine d'années.
La forteresse était appelée Kexholm dans le royaume de Suède et toute la région appartenait au comté de Kexholm. La Russie s'empare de cette zone pendant la guerre du Nord et le nom suédois de la ville est conservé.
Les guerres et les incendies dévastateurs de 1300, 1580, 1634, 1679 ont fait payer un lourd tribut à la population civile ; sa population n'est que de 400 habitants en 1800.

### Sous l'Empire russe et la Finlande
En 1812, trois ans après la formation du grand-duché de Finlande dans l'Empire russe, Alexandre Ier incorpore le comté de Kexholm au reste de la Finlande dans une région autonome, le gouvernement de Vyborg.
Kexholm est alors la plus petite ville de ce gouvernement.
La croissance de la ville fut stimulée par la construction de la ligne de chemin de fer Saint-Pétersbourg – Hiitola en 1917, et la fondation de deux grandes scieries et d'une importante usine de pâte à papier en 1929.
La nouvelle Finlande indépendante est formée en décembre 1917 et Kexholm en fait partie, changeant son nom suédois de Kexholm en Käkisalmi en finnois. La ville est rattachée à la nouvelle province de Viipuri.
En 1939, la Käkisalmi finlandaise avait une population de 5 083 habitants. Autour de la ville, la municipalité rurale de Käkisalmi avait une population de 5 100 habitants. La population totale était de 11 129 habitants en 1939, y compris des minorités orthodoxes ou de langue maternelle suédoise, russe ou allemande.

### Après 1940

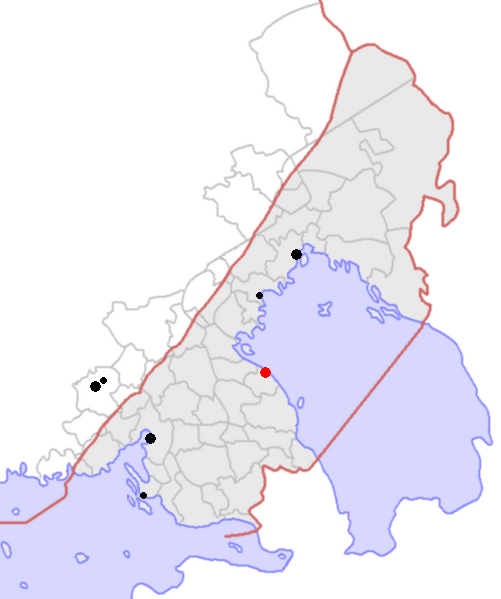
Carte du territoire finlandais cédé à l'URSS en 1940 et position de Käkisalmi (Priozersk), en rouge

La Guerre d'Hiver entre l'URSS et la Finlande commence le 30 novembre 1939.
Après de très durs combats, la Finlande doit céder Käkisalmi ainsi que toute la Carélie finlandaise à l'Union soviétique par le traité de paix de Moscou, signé le 13 mars 1940.
Pendant la Guerre de Continuation, de 1941 à 1944, la Finlande alliée à l'Allemagne nazie reprend Käkisalmi aux Soviétiques ainsi que les autres territoires cédés en 1940. L'armée allemande assiège Léningrad à quelques kilomètres de là. La population finlandaise fut définitivement évacuée après la victoire de l'Armée rouge sur l'armée allemande et l'armée finlandaise entre juin et septembre 1944.

### La période soviétique
En 1948, Käkisalmi est rebaptisée Priozersk, c'est-à-dire « au bord du lac ». Toutes les villes et collectivités finlandaises annexées à l'oblast de Léningrad en 1947 sont renommées en 1948 par de nouveaux noms sans lien avec leur passé finlandais, à l'exception de Vyborg. La nouvelle Priozersk accueille une population de Russes, de Biélorusses et d'Ukrainiens.

### Aujourd'hui
Les remparts et les tours en ruines de l'ancienne forteresse de Korela sont situés sur la rive de la Vouoksa, et restent encore visibles. La ville est un lieu d'excursion populaire et dans les environs se trouvent de nombreuses résidences secondaires (datchas) d'habitants de Saint-Pétersbourg.

## Population
Recensements (*) ou estimations de la population
| 1815 | 1840  | 1850  | 1860  | 1870  | 1880  | 1890  | 1900  |
| ---- | ----- | ----- | ----- | ----- | ----- | ----- | ----- |
| 464  | 1 473 | 1 435 | 1 181 | 1 101 | 1 184 | 1 109 | 1 626 |

| 1910  | 1920  | 1923  | 1930  | 1938  | 1941   | 1945 | 1949  |
| ----- | ----- | ----- | ----- | ----- | ------ | ---- | ----- |
| 1 977 | 2 432 | 2 693 | 2 827 | 5 115 | 10 300 | 500  | 6 787 |

| 1959*  | 1970*  | 1979*  | 1989*  | 2002*  | 2010*  | 2012   | 2013   |
| ------ | ------ | ------ | ------ | ------ | ------ | ------ | ------ |
| 13 936 | 16 652 | 19 053 | 20 557 | 20 506 | 18 933 | 18 793 | 18 947 |

| 2015   | 2017   | 2019   | 2021   | - | - | - | - |
| ------ | ------ | ------ | ------ | - | - | - | - |
| 18 844 | 18 616 | 18 229 | 17 685 | - | - | - | - |

## Économie
Les principales entreprises de Priozersk sont :
- OAO Priozerski DOZ (ОАО Приозерский ДОЗ) : travail du bois, meubles ;
- OAO Priozerski Mebelno-derevobrabatyvaïouchtchni Kombinat (ОАО Приозерский мебельно-деревообрабатывающий комбинат) : bois d'œuvre, meubles ;
- OAO Granit-Kouznetchnoïe (ОАО Гранит-Кузнечное) : produits en granit pour la construction.

## Personnalités
- Erkki Melartin, compositeur
- Urpo Ylönen, gardien de hockey

## Photographies

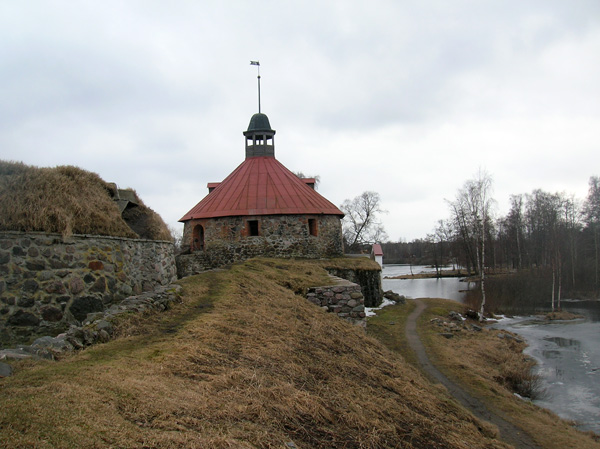
Dans la forteresse
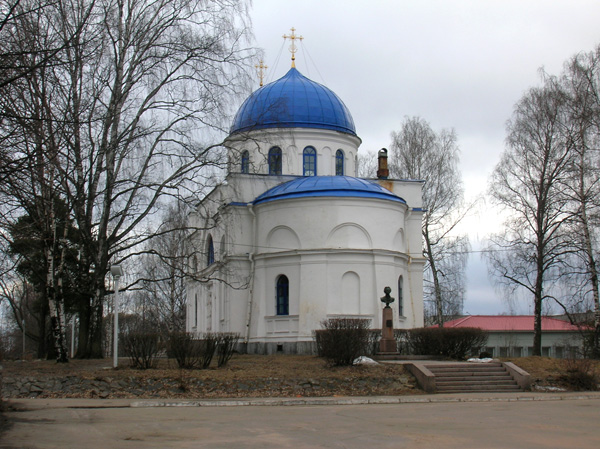
L'église orthodoxe
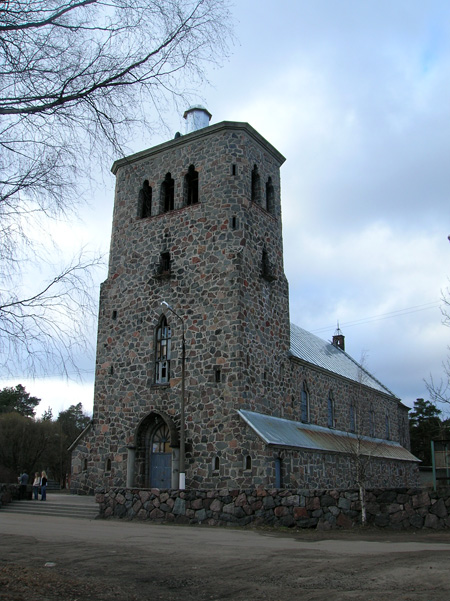
L'ancienne église luthérienne
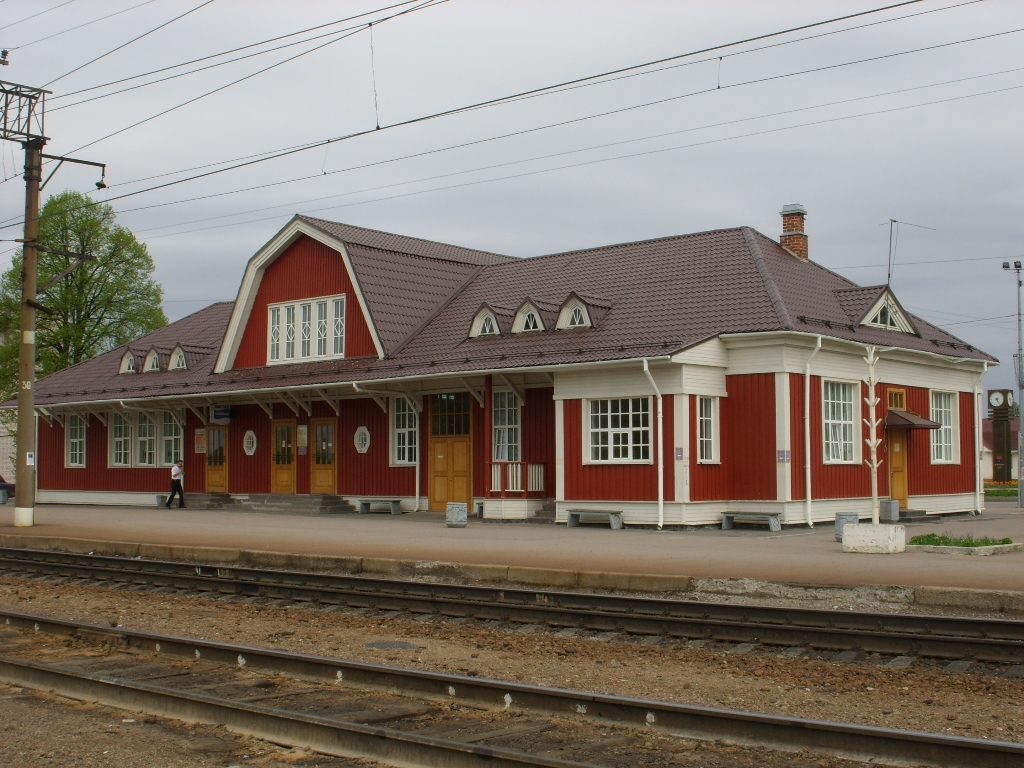
La gare ferroviaire de Priozersk